# 韓載錫
韓載錫（韓語：한재석，1973年8月12日—），中文名字大多被譯為韩在石或韩在硕，男，韓國演員。

## 個人生活
2010年出演《巨商金萬德》與女演員朴帥眉相識，並於2011年5月公開戀情，2013年4月21日結婚。

## 演出作品

### 電視劇
- 1994年：MBC《最後的戀人》
- 1995年：SBS《爵士/墮落天使》
- 1996年：SBS《都市男女》
- 1997年：SBS《天橋風雲》（台譯：模特兒的故事）飾 趙遠鈞
- 1998年：KBS《四個男女四種愛》
- 1999年：MBC《她的眼淚》
- 2000年：MBC《愛上女主播》飾 金佑振
- 2001年：MBC《醫家四姊妹》飾演 李英勳
- 2002年：SBS《大望》飾 朴時永
- 2002年：SBS《玻璃鞋》飾 張在赫
- 2004年：華視《紫藤戀》飾 趙彥祖
- 2007年：SBS《說客》飾 姜太赫
- 2008年：KBS《太陽的女子》飾 金俊世
- 2010年：KBS《巨商金萬德》飾 鄭弘洙
- 2012年：Channel A《不朽的名作》飾 金城俊
- 2012年：KBS《嗚啦啦夫婦》飾 張賢宇
- 2013年：NAVER TV CAST《因為尚未分手》
- 2014年：湖南衛視《陶之戀》飾 林雋介
- 2014年：tvN《魔女的戀愛》飾 盧時勳
- 2016年：中國大陸《長夢留痕》 飾 林然
- 2019年：TV朝鮮《朝鮮生存記》飾 尹元衡
- 2024年：Channel A《Check-In 漢陽》飾演 李賢偉

### 電影
- 1996年：《攝氏32度》
- 1996年：《Seven Reasons Beer Is Better Than Love》
- 1998年：《戀風戀歌》（客串）
- 2010年：《猜謎王》
- 2011年：《極速天使》飾演 高峰
- 2017年：《One Step》

### MV
- 1999年：Position《Blue Day》（與韓高恩）

## 腳註
1. ↑  .   [2013-02-26]. （原始内容存档于2013-02-27）.

## 外部連結
- NAVER （页面存档备份，存于）